# Ansambel Jožeta Krežeta
Ansambel Jožeta Krežeta je nekdanji slovenski narodnozabavni ansambel, ki je uradno deloval od leta 1961. Dolga leta je bil zelo priljubljen pri poslušalcih in je osvojil večje število nagrad na Festivalu Ptuj in mariborski Veseli jeseni. Prepoznaven je bil po slepem harmonikarju, ki je bil vodja ansambla.

## Zasedba
Harmoniko je ves čas delovanja igral vodja ansambla Jože Kreže. Zasedbo, ki je posnela plošče in radijske posnetke za arhiv, so poleg njega sestavljali še Franc Lah na klarinetu, Franc Logar na kitari, Ervin Hartman na bobnih, bas pa sta igrala Jože Potrč, za njim pa Jože Kristl. Na trobenti so z ansamblom v različnih obdobjih snemali Edvard Holentaner, Jernej Lukač, Hinko Dasko in Pepo Dobrovnik.
Pevski dueti so se nekajkrat zamenjali. V različnih obdobjih so ga tvorili Drago Tiršek, Franja Kokalj Vavhnik, Andrej Tiršek, Olga Zorko Weisbacher (slednja je pozneje pela tudi s Karlijem Arharjem), Darja Siljan, med letoma 1968 in 1980 pa Helena Vergles in Rudi Trojner.

## Delovanje
Vodja ansambla Jože Kreže je bil slep, saj mu je vid leta 1949 ob eksploziji uničila granata. To pa ga ni ustavilo, da ne bi ustvarjal lastnih skladb na harmoniki. Prvih šest je s svojim kvartetom, sestavljenim iz harmonike, klarineta, kitare in bobna, posnel že leta 1956. Posnetki so bili predvajani le na Radiu Koper, na trakovih pa se žal niso ohranili. Na Radiu Ljubljana (pozneje Radiu Slovenija) skladb ansambla niso pogosto vrteli, saj so bili posnetki po tehnični plati slabši.
Ansambel Jožeta Krežeta je uradno začel delovati leta 1961. Tega leta je Kreže zasedbo registriral tudi pri Zvezi društev slepih. Ob njem so igrali glasbeniki, nevešči radijskega snemanja, zato je iskal nove člane. Za Radio Ljubljana so prvič snemali leta 1963. Posneli so dvanajst lastnih skladb pod uradnim imenom Orkester Jožeta Krežeta. Sestavljalo ga je šest članov, od inštrumentov je bila pridružena tudi pozavna. Pel je pevski duet.
Pri poslušalcih je ansambel postal zelo priljubljen, večkrat je bil nagrajen na Festivalu Ptuj, in sicer kar enajstkrat. Uspešen je bil tudi na Veseli jeseni, kjer je skupno osvojil 13 nagrad. Skupaj je Jože Kreže napisal okoli 300 skladb, za večino je sam dodal tudi besedilo, nekaj besedil pa je prispeval tudi Ivan Malavašič.
Prvo ploščo so posneli za RTB produkcijo. Skupaj so izdali 18 velikih in 10 malih plošč, od tega 15 pri Jugotonu. Dve plošči so izdali tudi v Avstriji. Posneli so 10 samostojnih televizijskih oddaj na TV Ljubljana.

## Diskografija
Ansambel Jožeta Krežeta je skupno izdal 28 plošč, od tega je 18 velikih (LP) in 10 malih (EP). Nekatere med njimi:
1. Praznično darilo (1966) - EP
2. Jure veseljak (1966) - EP
3. Kako si lepa, dežela naša (1967) - LP
4. Ob bistrem potoku je mlin (1967) - LP
5. Kol'kor kapljic, tol'ko let (1969) - LP
6. Sreče, veselja in zdravja (1970) - EP
7. Zabučale gore (1970) - LP
8. Tri rože za spomin (1971) - EP
9. Gor čez izaro (1971) - EP
10. Iz srca za srce (1972) - LP
11. Prleška Micika in Ansambel Jožeta Krežeta (1973) - LP
12. Hoja, hoje, nazaj v gore/Micika in Pepek (1973) - EP
13. Drugi časi (1974) - LP
14. Na ptujskem sejmu (1975) - EP
15. Res je čuden ta naš svet (1977) - LP
16. Za veselo uho - Krežeti pojo (1981) - LP

## Največje uspešnice
Ansambel Jožeta Krežeta je najbolj poznan po naslednjih skladbah:
- Flosarji
- Mi smo mi
- Na ptujskem sejmu
- Pepek in Micika
- Stoj še dolgo, Ptuj ponosni
- Ta vražji telefon